# Roger Sherman Hoar

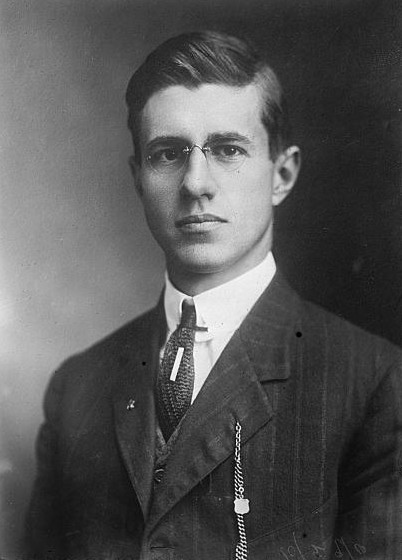
Roger Sherman Hoar

Roger Sherman Hoar (n. 8 aprilie 1887- d. 10 octombrie 1963) a fost un membru al Senatului de Massachusetts și asistentul procurorului general. El a publicat literatură științifico-fantastică sub pseudonimul Ralph Milne Farley.

## Lucrări publicate

### Ca Roger Sherman Hoar
- The Tariff Manual.  tipărire particulară, 1912.
- Constitutional Conventions: Their Nature, Powers, and Limitations. Boston: Little, Brown, and Company, 1917.
- Patents: What a Business Executive Should Know About Patents.  New York: The Ronald Press Company, 1926.  Ediție revizuităn: Patent Tactics and Law.  1935, 1950.
- Conditional Sales: Law and Local Practices for Executive and Lawyer.  New York: The Ronald Press Company, 1929.  Ediție revizuită: 1937.
- Unemployment Insurance in Wisconsin.  karley South Milwaukee, Wisconsin: Stuart Press, 1932. Ediție revizuită: Wisconsin Unemployment Insurance, 1934.

### Ca Ralph Milne Farley
- Smothered Seas (povestire, cu Stanley G. Weinbaum) .  Publicată în Astounding Stories, ianuarie 1936.
- Dangerous Love (povestiri) .  Londra: Utopian Publications, 1946.
- The Immortals (roman).  Toronto: Popular Publications Inc., 1947.
- The Radio Man (roman).  Serializat în 1924 în revista Argosy. Los Angeles: Fantasy Publishing Co., 1948.  ediția Paperback redenumită An Earthman on Venus (Avon Books). [primul roman din seria "Radio Man"]
- The Hidden Universe (roman).  Los Angeles: Fantasy Publishing Co., 1950.
- The Omnibus of Time (povestiri).  Los Angeles: Fantasy Publishing Co., 1950.
- Strange Worlds (conține The Radio Man and The Hidden Universe).  Los Angeles: Fantasy Publishing Co., 1953.
- The Radio Beasts (roman).  New York: Ace Books, 1964. [al doilea roman din seria "Radio Man"]
- The Radio Planet (roman).  New York: Ace Books, 1964. [al treilea roman din seria "Radio Man"]
- Tong War (roman, scris în colaborare cu E. Hoffman Price).  Chertsey, Anglia: Blue Mushroom, 2002.
- Pe-Ra, Daughter of the Sun (nuvela).  Rialto, California: Pulpville Press, 2005.
- The Radio Minds (roman).  Rialto, California: Pulpville Press, 2005. [al patrulea roman din seria "Radio Man"]
- The Ralph Milne Farley Collection Book 1 (povestiri).  Rialto, California: Pulpville Press, 2005.
- The Ralph Milne Farley Collection Book 2 (povestiri).  Rialto, California: Pulpville Press, 2005.
- The Golden City (roman).  Rialto, California: Pulpville Press, 2006.
- The Radio War (roman).  Rialto, California: Pulpville Press, 2006.
- The Radio Menace (roman).  Rialto, California: Pulpville Press, 2008.